# 春めき桜
春めき桜（はるめきざくら）は、2000年3月に品種登録されたサクラの品種。
神奈川県南足柄市発祥であり、別名「足柄桜」と呼ばれている。
カンヒザクラとシナミザクラの交雑種とされている。花は一重咲きで、淡紫ピンクに紫ピンクのぼかしが入ったような色をしている。開花期は3月頃である。花の香りが強いことも特徴である。
神奈川県内では、南足柄市以外にも大井町や秦野市などでも見ることができる。県外では、熊本県の一部や千葉県などに植えられている。
花言葉は、精神的美しさ・優れた美人。